# Barbara Christine von Bernhold

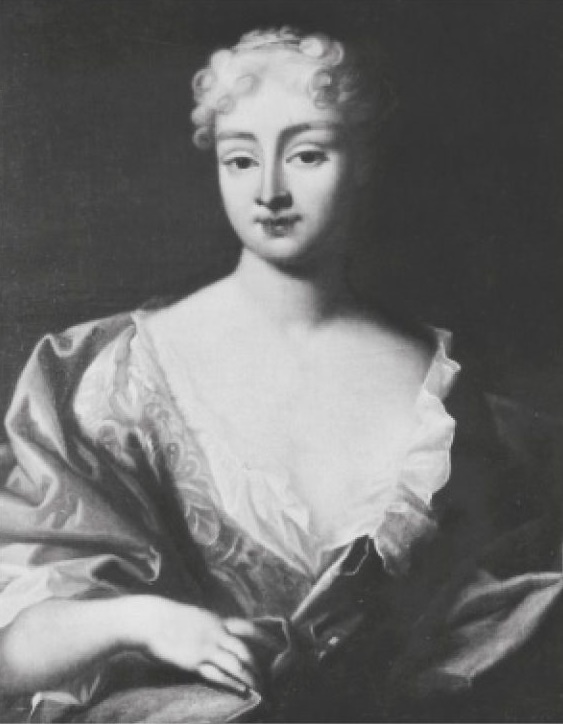
Barbara Christine von Bernhold

Barbara Christine von Bernhold (* Januar 1690 in Wiesbaden; † 27. Dezember 1756 in Kassel), ab 1742 Reichsgräfin, war Mätresse und Vertraute des Landgrafen Karl (1654–1730) von Hessen-Kassel und Vertraute, Beraterin und Großhofmeisterin seines Sohnes und Nachfolgers Wilhelm VIII. (1682–1760).

## Herkunft
Sie war die zweite von vier Töchtern des hessischen Offiziers Johann Ludwig von Bernhold zu Eschau und dessen Ehefrau Anna Lucrezia, geb. von Stain. Ihr Vater fiel bereits im Jahre 1692 als hessischer Oberstleutnant bei der Verteidigung der von 28.000 französischen Soldaten belagerten Burg Rheinfels.

## Leben
Als Halbwaise trat Barbara Christine bereits in sehr jungem Alter in die Dienste der späteren Landgräfin Eleonore (1686–1753), Ehefrau des (ab 1725) paragierten Landgrafen Leopold II. (1684–1749) von Hessen-Rotenburg. Am Hof in Rotenburg lernte sie offenbar Landgraf Karl kennen.
Nach dem Tod im Jahre 1711 seiner Ehefrau Amalia von Kurland (1653–1711), mit der Landgraf Karl in 38-jähriger Ehe gelebt hatte, wurde Barbara Christine von Bernhold seine Geliebte und Vertraute. Karl verlieh ihr am 21. Mai 1721 die Anwartschaft auf das Lehensgut Ellingerode und schenkte ihr am 2. September 1721 das von ihm im Jahre 1689 erbaute Jagdschloss Veckerhagen mit der dazugehörigen Domäne. 
Nach dem Tod Karls am 23. März 1730 blieb sie auch weiterhin im Besitz ihrer von ihm erhaltenen Liegenschaften. Sie hatte bei Karls Söhnen soviel Vertrauen gewonnen, dass sie zur ersten Dame am Hofe avancierte, als sich zeigte, dass Dorothea Wilhelmine von Sachsen-Zeitz (1691–1743), mit der der spätere Landgraf Wilhelm VIII. seit 1717 verheiratet war, wegen zunehmender geistiger Verwirrung – seit 1725 erschien sie nicht mehr in der Öffentlichkeit – ihren Aufgaben nicht nachkommen konnte. Sie wurde Ratgeberin Wilhelms und Großhofmeisterin und wurde 1742 von Kaiser Karl VII. zur Reichsgräfin erhoben, um ihren Einfluss auf Wilhelm zugunsten des Kaisers auszuüben. Sie unterhielt eine Wohnung in der Kasseler Oberneustadt, die ab 1685 als barocke Stadterweiterung für die Ansiedlung hugenottischer Einwanderer durch Paul du Ry angelegt worden war.
Barbara Christine von Bernhold starb am 27. Dezember 1756 nach langwieriger Krankheit. Ihr Besitz in Veckerhagen fiel im Jahre 1770 an Landgraf Friedrich II. von Hessen-Kassel zurück.